# Indisk mytologi

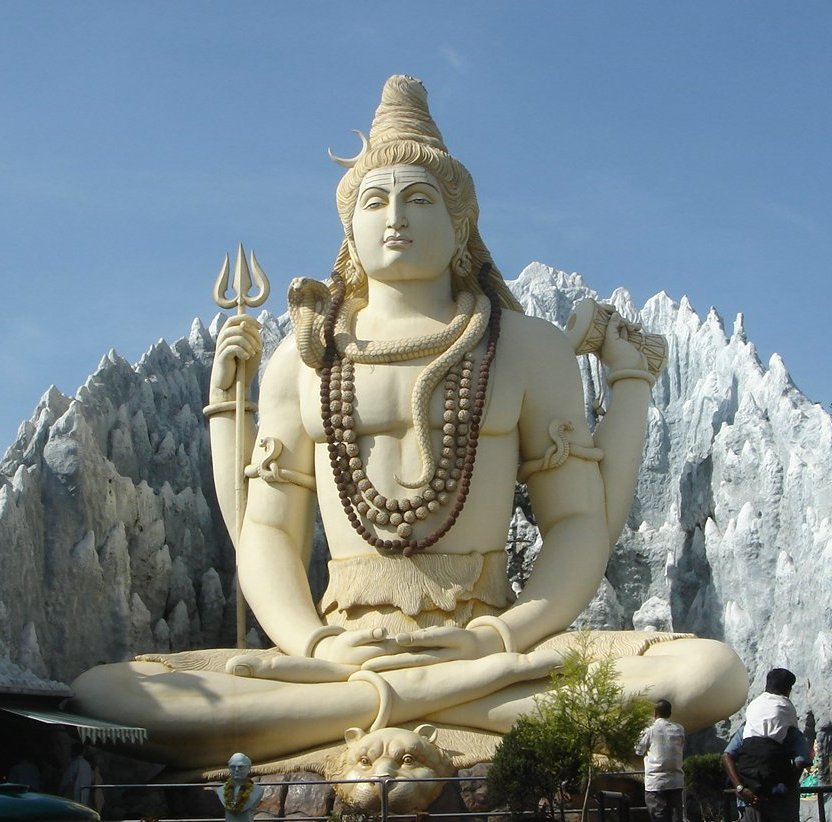
Shivastaty.

Med indisk mytologi avses vanligen hinduismens mytologi. Indien och Indiska halvön utgör inte något enhetligt religionsområde utan är en subkontinent, där hundratals miljoner människor bekänner sig till en lång rad olika religioner och religiösa system. De större religionerna med rötterna på den indiska subkontinenten eller det som idag utgör Pakistan är:
- Hinduism
- Jainism
- Buddhism
- Sikhism
- Ayyavazhi

Ayyavazhi, med rötterna i södra Indien, är egentligen en av de senast tillkomna hinduistiska religionerna. Religioner som kommit utifrån till Indien är i ungefärlig ordningsföljd:
- Kristendom
- Judendom
- Islam
- Parsism
- Bahá'í

Förutom dessa större religioner finns det också olika inhemska stamreligioner och det är även så att alla dessa religioner har framvuxit ur en process under flera tusen år. Därvid har de sinsemellan lånat mytologiskt material och på så sätt i hög grad påverkat varandra.

## Hinduismens mytologi
Hinduism är inte bara religion utan i vidare mening hinduernas hela civilisation. I denna synkretism har många trosriktningar infogats. I Indiens konfessionella liv har liksom på andra håll myter av olika slag uppstått och knutits till de mäktiga gudar, som var de enskilda religiösa formernas kultföremål och innehåll. I Indien florerar därför ett otal berättelser om gudar och deras växlande bedrifter, vare sig de är ren vidskepelse eller av övernaturlig art. Många är knutna till människors handlingar här på jorden i form av äventyr av olika slag. Här förekommer sålunda berättelser om gudarnas tillkomst (teogoniska myter), om världens skapelse (kosmogoniska myter) och om gudarnas upptåg i denna värld med dess liv och natur. Vidare finns eskatologiska myter om gudarnas roll vid världens undergång, förvandling och förnyelse. 

### Semantik
"Hindu" är ett persiskt ord som helt enkelt betyder "indier", och det persiska ordet kommer från sanskrit, där "sindhu" står för Indusfloden.

### Legenderna
Myterna flyter över i legender, där gudarna uppträder som heliga män och religionslärare eller omformats till sådana avatarer. När guden förvandlats till en vanlig dödlig har den till guden knutna ursprungliga myten blivit folksaga och det episka stoffet, händelsen, fortlevat avklädd de gudomlig särdrag, som var bundna vid en gud. En mängd av i Indien gängse berättelser med karaktär av hjältesaga eller folklore, härstammar från sådana degenererade myter. Omvänt är flertalet gudamyter givetvis ingenting annat är än på gudar överflyttade folksagor.

## Icke-hinduisk religion
Även inom andra sekter lever de mytologiska motiven kvar, men oftast som förströelselitteratur. Inom buddhismen, som icke erkänner något högsta väsen, spelar "gudar" (under namnet de Trettiotre) mera rollen av  staffagefigurer. Indras värld omtalas sålunda mycket ofta. Då det talas om att Indras tron bränner honom, så är dock detta ett osvikligt tecken på att någon mänsklig helig nått alltför hög grad av helighet. Att så kunna tävla med guden själv är ett diktmotiv, som också är synnerligen vanligt i Indien. 
I allmänhet kan man säga, att de gamla mytkomplexen i senare tid ombildats antingen till heroiska sagor eller legender, i samma mån som de ursprungliga gudaväsena ombildats till heroer eller mänskliga heliga (profeter, präster och sångare, eremiter, asketer o.s.v.). Denna process har fortgått ifrån allra äldsta tider.